# Die Fälschung (Roman)
Die Fälschung ist ein Roman von Nicolas Born und erschien kurz vor dem Tod des Schriftstellers im Herbst 1979 im Rowohlt Verlag.

## Handlung
Der Roman erzählt die Geschichte des Kriegsreporters Gregor Laschen, der dem Journalisten Kai Hermann nachempfunden ist. Im zerschossenen Beirut im Libanon droht er angesichts des „wichtigtuerischen Kriegsspiels“ der verschiedenen Parteien, der Kulissenhaftigkeit und der gleichzeitigen Realität der Panzer und der Kriegsgräuel an einer authentischen Beschreibung dieser Kriegswirklichkeit persönlich und beruflich zu scheitern. Gleichzeitig versucht er seinem glücklosen Eheleben durch eine Affäre mit Ariane, einer Botschaftsmitarbeiterin, zu entkommen, was ebenfalls misslingt. Schließlich kehrt er nach Hause zurück und kündigt bei seiner Redaktion.
Die Fälschung ist ein Roman über die Möglichkeiten des Schreibens und über das Verhältnis der Wirklichkeit zu ihrer Beschreibung. Das Grundmotiv der „Fälschung“ lässt sich dabei sowohl auf die Arbeit wie auch den Lebensentwurf Laschens und der Konsumgesellschaft beziehen. Gleichzeitig stellt der Roman die Frage, ob nicht alles Schreiben ein Fälschungsprozess ist.
Erzählt wird in personaler Erzählweise, so dass die äußeren Wahrnehmungen und zahlreichen Reflexionen Laschens einer permanenten Infragestellung durch den Leser ausgesetzt werden. Trotz aller Gesellschaftskritik lässt sich der Roman in seiner oft resignativen Haltung und subjektiven Innerlichkeit der Neuen Subjektivität zuordnen.

## Rezeption
Der Roman wurde in über ein Dutzend Sprachen übersetzt. Nicolas Born avancierte mit ihm schlagartig zu einem der bekanntesten Autoren der siebziger Jahre. Neben der pazifistischen Grundaussage nahm man den Roman auch als beißende Kritik an den Medien und ihrer Sensationsgier wahr.
1981 wurde der Roman von Volker Schlöndorff mit Bruno Ganz und Hanna Schygulla in den Hauptrollen verfilmt (→ Die Fälschung (1981)).
2009 produzierte die Redaktion Hörspiel und Medienkunst des Bayerischen Rundfunks eine fünfteilige Hörspielfassung. Mit  Florian von Manteuffel (Laschen), Juliane Köhler  (Greta), Axel Milberg (Hoffmann), Jens Harzer (Rudnik), Christiane Rossbach (Ariane) u. a. Regie: Michael Farin.